# Việt Nam tại Đại hội Thể thao Đông Nam Á 2019
Việt Nam tham gia Đại hội Thể thao Đông Nam Á 2019 (SEA Games 30) ở Philippines từ ngày 30 tháng 11 đến ngày 11 tháng 12 năm 2019.

## Tóm tắt huy chương

### Huy chương theo môn thể thao
| Huy chương theo môn thể thao | Huy chương theo môn thể thao | Huy chương theo môn thể thao | Huy chương theo môn thể thao | Huy chương theo môn thể thao | Huy chương theo môn thể thao |
| Môn thể thao                 | 1                            | 2                            | 3                            | Tổng số                      |                              |
| ---------------------------- | ---------------------------- | ---------------------------- | ---------------------------- | ---------------------------- | ---------------------------- |
| Bắn cung                     | 3                            | 2                            | 1                            | 6                            |                              |
| Võ gậy                       | 4                            | 10                           | 6                            | 20                           |                              |
| Điền kinh                    | 16                           | 13                           | 9                            | 1                            |                              |
| Cầu lông                     | 0                            | 0                            | 0                            | 0                            |                              |
| Bóng rổ                      | 0                            | 0                            | 2                            | 2                            |                              |
| Bóng ném bãi biển            | 1                            | 0                            | 0                            | 1                            |                              |
| Billiards và snooker         | 1                            | 3                            | 1                            | 0                            |                              |
| Bowling                      | 0                            | 0                            | 0                            | 0                            |                              |
| Quyền Anh                    | 1                            | 5                            | 2                            | 8                            |                              |
| Canoeing                     | 2                            | 0                            | 2                            | 3                            |                              |
| Kayak                        | 0                            | 0                            | 0                            | 1                            |                              |
| Cờ vua                       | 0                            | 2                            | 3                            | 5                            |                              |
| Đua xe đạp                   | 2                            | 1                            | 0                            | 3                            |                              |
| Khiêu vũ thể thao            | 2                            | 7                            | 2                            | 11                           |                              |
| Nhảy cầu                     | 0                            | 0                            | 1                            | 1                            |                              |
| Hai môn phối hợp             | 0                            | 0                            | 1                            | 1                            |                              |
| Thể thao điện tử             | 0                            | 0                            | 3                            | 3                            |                              |
| Đấu kiếm                     | 4                            | 2                            | 4                            | 10                           |                              |
| Bóng đá                      | 2                            | 0                            | 0                            | 2                            |                              |
| Golf                         | 0                            | 0                            | 0                            | 0                            |                              |
| Thể dục dụng cụ              | 6                            | 2                            | 7                            | 15                           |                              |
| Judo                         | 2                            | 4                            | 4                            | 10                           |                              |
| Jujitsu                      | 0                            | 2                            | 6                            | 8                            |                              |
| Karate                       | 2                            | 3                            | 6                            | 11                           |                              |
| Kickboxing                   | 4                            | 0                            | 2                            | 6                            |                              |
| Kurash                       | 7                            | 1                            | 2                            | 10                           |                              |
| Muay Thái                    | 1                            | 1                            | 3                            | 5                            |                              |
| Bơi mở rộng                  | 1                            | 1                            | 0                            | 2                            |                              |
| Pencak silat                 | 1                            | 1                            | 2                            | 4                            |                              |
| Bi sắt                       | 0                            | 0                            | 2                            | 2                            |                              |
| Rowing                       | 0                            | 3                            | 1                            | 4                            |                              |
| Sailing                      | 0                            | 3                            | 1                            | 4                            |                              |
| Sambo                        | 0                            | 0                            | 1                            | 1                            |                              |
| Cầu mây                      | 0                            | 1                            | 2                            | 3                            |                              |
| Bắn súng                     | 0                            | 1                            | 1                            | 2                            |                              |
| Trượt ván                    | 0                            | 0                            | 0                            | 0                            |                              |
| Soft tennis                  | 0                            | 0                            | 0                            | 0                            |                              |
| Lướt sóng                    | 0                            | 0                            | 0                            | 0                            |                              |
| Bơi lội                      | 10                           | 6                            | 9                            | 25                           |                              |
| Bóng bàn                     | 1                            | 0                            | 0                            | 1                            |                              |
| Taekwondo                    | 5                            | 2                            | 7                            | 14                           |                              |
| Quần vợt                     | 1                            | 2                            | 3                            | 6                            |                              |
| Ba môn phối hợp              | 0                            | 0                            | 0                            | 0                            |                              |
| Bóng chuyền                  | 0                            | 1                            | 0                            | 1                            |                              |
| Cử tạ                        | 4                            | 5                            | 1                            | 10                           |                              |
| Đấu vật                      | 12                           | 2                            | 0                            | 14                           |                              |
| Wushu                        | 3                            | 2                            | 7                            | 12                           |                              |
| Tổng số                      | 98                           | 85                           | 105                          | 288                          |                              |

### Huy chương theo ngày
| Huy chương theo ngày | Huy chương theo ngày | Huy chương theo ngày | Huy chương theo ngày | Huy chương theo ngày | Huy chương theo ngày |
| Thứ                  | Ngày                 | 1                    | 2                    | 3                    | Tổng số              |
| -------------------- | -------------------- | -------------------- | -------------------- | -------------------- | -------------------- |
| 1                    | 1 tháng 12           | 10                   | 12                   | 7                    | 29                   |
| 2                    | 2 tháng 12           | 5                    | 7                    | 6                    | 18                   |
| 3                    | 3 tháng 12           | 8                    | 5                    | 10                   | 23                   |
| 4                    | 4 tháng 12           | 4                    | 6                    | 5                    | 15                   |
| 5                    | 5 tháng 12           | 4                    | 3                    | 7                    | 14                   |
| 6                    | 6 tháng 12           | 7                    | 6                    | 11                   | 23                   |
| 7                    | 7 tháng 12           | 8                    | 9                    | 12                   | 29                   |
| 8                    | 8 tháng 12           | 20                   | 9                    | 4                    | 33                   |
| 9                    | 9 tháng 12           | 14                   | 12                   | 7                    | 33                   |
| 10                   | 10 tháng 12          | 17                   | 7                    | 10                   | 34                   |
| 11                   | 11 tháng 12          | 1                    | 0                    | 0                    | 1                    |
| Tổng số              | Tổng số              | 98                   | 85                   | 105                  | 288                  |

### Danh sách huy chương
| Huy chương | Tên | Môn thể thao        | Nội dung                                 | Ngày        |
| ---------- | --- | ------------------- | ---------------------------------------- | ----------- |
| Vàng       | Nguyễn Đức Hòa Nguyễn Thị Hải Yến                                                                            | Khiêu vũ thể thao   | Quickstep                                | 1 tháng 12  |
| Vàng       | Vương Thị Huyền                                                                                              | Cử tạ               | 45kg nữ                                  | 1 tháng 12  |
| Vàng       | Đinh Thị Như Quỳnh                                                                                           | Đua xe đạp          | Băng đồng nữ                             | 1 tháng 12  |
| Vàng       | Vũ Thị Thanh Bình                                                                                            | Võ gậy              | Dưới 55kg nữ                             | 1 tháng 12  |
| Vàng       | Đào Thị Hồng Nhung                                                                                           | Võ gậy              | Dưới 65kg nữ                             | 1 tháng 12  |
| Vàng       | Nguyễn Thị Cẩm Nhi                                                                                           | Võ gậy              | Dưới 60kg nữ                             | 1 tháng 12  |
| Vàng       | Lại Gia Thành                                                                                                | Cử tạ               | 55kg nam                                 | 1 tháng 12  |
| Vàng       | Nguyễn Đoàn Minh Trường Nguyễn Trọng Nhã Uyên                                                                | Khiêu vũ thể thao   | Jive                                     | 1 tháng 12  |
| Vàng       | Trần Thương                                                                                                  | Kurash              | dưới 90kg nam                            | 2 tháng 12  |
| Vàng       | Hoàng Thị Tình                                                                                               | Kurash              | dưới 52kg nữ                             | 2 tháng 12  |
| Vàng       | Trần Thị Thanh Thủy                                                                                          | Kurash              | trên 70kg nữ                             | 2 tháng 12  |
| Vàng       | Vũ Ngọc Sơn                                                                                                  | Kurash              | dưới 73kg nam                            | 2 tháng 12  |
| Vàng       | Bùi Minh Quân                                                                                                | Kurash              | dưới 81kg nam                            | 2 tháng 12  |
| Vàng       | Lê Đức Đông                                                                                                  | Kurash              | dưới 66kg nam                            | 2 tháng 12  |
| Vàng       | Nguyễn Thị Lan                                                                                               | Kurash              | dưới 70kg nam                            | 2 tháng 12  |
| Vàng       | Nguyễn Thị Trang                                                                                             | Wushu               | Tán thủ 65kg nữ                          | 3 tháng 12  |
| Vàng       | Hoàng Thị Duyên                                                                                              | Cử tạ               | 59kg nữ                                  | 3 tháng 12  |
| Vàng       | Phạm Quốc Khánh                                                                                              | Wushu               | Nam quyền                                | 3 tháng 12  |
| Vàng       | Đỗ Đức Trí                                                                                                   | Võ gậy              | Quyền biểu diễn tiêu chuẩn cá nhân nam   | 3 tháng 12  |
| Vàng       | Bùi Trường Giang                                                                                             | Wushu               | Tán thủ 60kg nam                         | 3 tháng 12  |
| Vàng       | Phạm Thị Hồng Thanh                                                                                          | Cử tạ               | 64kg nữ                                  | 3 tháng 12  |
| Vàng       | Vũ Thành An                                                                                                  | Đấu kiếm            | Kiếm chém cá nhân nữ                     | 3 tháng 12  |
| Vàng       | Đặng Nam | Thể dục dụng cụ     | Xà kép nam                               | 3 tháng 12  |
| Vàng       | Nguyễn Huy Hoàng                                                                                             | Bơi lội             | 400m tự do nam                           | 4 tháng 12  |
| Vàng       | Nguyễn Thị Ánh Viên                                                                                          | Bơi lội             | 200m hỗn hợp nữ                          | 4 tháng 12  |
| Vàng       | Đinh Phương Thành                                                                                            | Thể dục dụng cụ     | Xà kép nam                               | 4 tháng 12  |
| Vàng       | Đinh Phương Thành                                                                                            | Thể dục dụng cụ     | Xà đơn nam                               | 4 tháng 12  |
| Vàng       | Trần Thị Thêm                                                                                                | Pencak silat        | Đối kháng B 50-55kg nữ                   | 5 tháng 12  |
| Vàng       | Nguyễn Tiến Nhật                                                                                             | Đấu kiếm            | Kiếm ba cạnh cá nhân nam                 | 5 tháng 12  |
| Vàng       | Nguyễn Huy Hoàng                                                                                             | Bơi lội             | 1500 tự do nam                           | 5 tháng 12  |
| Vàng       | Trần Hưng Nguyên                                                                                             | Bơi lội             | 200m hỗn hợp nam                         | 5 tháng 12  |
| Vàng       | Lý Hoàng Nam                                                                                                 | Quần vợt            | Đơn nam                                  | 6 tháng 12  |
| Vàng       | Nguyễn Thị Thật                                                                                              | Đua xe đạp          | Đường trường nữ                          | 6 tháng 12  |
| Vàng       | Trương Thị Phương                                                                                            | Canoeing            | 500m cá nhân nữ                          | 6 tháng 12  |
| Vàng       | Trương Thị Phương                                                                                            | Canoeing            | 200m cá nhân nữ                          | 6 tháng 12  |
| Vàng       | Lê Anh Tài                                                                                                   | Judo                | Dưới 90kg nam                            | 6 tháng 12  |
| Vàng       | Nguyễn Xuân Lôi Vũ Thành An Nguyễn Văn Quyết Tô Đức Anh                                                      | Đấu kiếm            | Kiếm chém đồng đội nam                   | 6 tháng 12  |
| Vàng       | Nguyễn Thị Ánh Viên                                                                                          | Bơi lội             | 200m tự do nữ                            | 6 tháng 12  |
| Vàng       | Nguyễn Thị Ánh Viên                                                                                          | Bơi lội             | 200m ngửa nữ                             | 6 tháng 12  |
| Vàng       | Nguyễn Thị Thanh Thủy Nguyễn Ngọc Diễm Phương Hồ Thị Như Vân Nguyễn Thị Diệu Tiên Hà Thị Nga                 | Judo                | Đồng đội nữ                              | 7 tháng 12  |
| Vàng       | Trần Hồ Duy Châu Tuyết Vân Nguyễn Thị Lệ Kim Hứa Văn Huy Nguyễn Thị Minh Hy                                  | Taekwondo           | Quyền biểu diễn đồng đội nam nữ          | 7 tháng 12  |
| Vàng       | Nguyễn Thị Ánh Viên                                                                                          | Bơi lội             | 400m tự do nữ                            | 7 tháng 12  |
| Vàng       | Nguyễn Thị Mộng Quỳnh                                                                                        | Taekwondo           | Quyền biểu diễn sáng tạo nữ              | 7 tháng 12  |
| Vàng       | Nguyễn Thị Ánh Viên                                                                                          | Bơi lội             | 100m ngửa nữ                             | 7 tháng 12  |
| Vàng       | Nguyễn Thị Hằng Trần Nhật Hoàng Quách Thị Lan Trần Đình Sơn                                                  | Điền kinh           | 4x400m tiếp sức đồng đội nam nữ          | 7 tháng 12  |
| Vàng       | Phạm Thị Thu Trang                                                                                           | Điền kinh           | Đi bộ 10kg nữ                            | 8 tháng 12  |
| Vàng       | Phạm Thị Huệ                                                                                                 | Điền kinh           | Chạy 10000m nữ                           | 8 tháng 12  |
| Vàng       | Đỗ Thị Ánh Nguyệt Lộc Thị Đào Nguyễn Thị Phương                                                              | Bắn cung            | Đồng đội nữ                              | 8 tháng 12  |
| Vàng       | Lộc Thị Đào Nguyễn Hoàng Phi Vũ                                                                              | Bắn cung            | Đôi nam nữ                               | 8 tháng 12  |
| Vàng       | Lộc Thị Đào                                                                                                  | Bắn cung            | Cá nhân nữ                               | 8 tháng 12  |
| Vàng       | Nguyễn Thị Phương Lưu Thị Thu Uyên Lê Thị Khánh Ly                                                           | Karate              | Kata đồng đội nữ                         | 8 tháng 12  |
| Vàng       | Ngô Đình Nại                                                                                                 | Karate              | Carom 1 băng nam                         | 8 tháng 12  |
| Vàng       | Đặng Tuấn Anh Nguyễn Phước Đến Nguyễn Tiến Nhật Trương Nhật Minh                                             | Đấu kiếm            | Kiếm 3 cạnh đồng đội nam                 | 8 tháng 12  |
| Vàng       | Bùi Yến Ly                                                                                                   | Muay Thái           | Dưới 54kg nữ                             | 8 tháng 12  |
| Vàng       | Nguyễn Thị Oanh                                                                                              | Điền kinh           | Chạy 1500m nữ                            | 8 tháng 12  |
| Vàng       | Dương Văn Thái                                                                                               | Điền kinh           | Chạy 1500m nam                           | 8 tháng 12  |
| Vàng       | Lê Tú Chinh                                                                                                  | Điền kinh           | Chạy 100m nữ                             | 8 tháng 12  |
| Vàng       | Trần Hưng Nguyên                                                                                             | Bơi lội             | 400m hỗn hợp nam                         | 8 tháng 12  |
| Vàng       | Nguyễn Thị Ánh Viên                                                                                          | Bơi lội             | 400m hỗn hợp nữ                          | 8 tháng 12  |
| Vàng       | Nguyễn Thị Huyền                                                                                             | Điền kinh           | Chạy 400m nữ                             | 8 tháng 12  |
| Vàng       | Trần Nhật Hoàng                                                                                              | Điền kinh           | Chạy 400m nam                            | 8 tháng 12  |
| Vàng       | Phạm Thị Thu Hiền                                                                                            | Taekwondo           | Dưới 62kg nữ                             | 8 tháng 12  |
| Vàng       | Bạc Thị Khiêm                                                                                                | Taekwondo           | Dưới 67kg nữ                             | 8 tháng 12  |
| Vàng       | Đội tuyển bóng đá nữ Việt Nam                                                                                | Bóng đá             | Bóng đá nữ                               | 8 tháng 12  |
| Vàng       | Nguyễn Đình Huy                                                                                              | Đấu vật             | 55kg nam                                 | 9 tháng 12  |
| Vàng       | Nguyễn Bá Sơn                                                                                                | Đấu vật             | 77kg nam                                 | 9 tháng 12  |
| Vàng       | Nghiêm Đình Hiếu                                                                                             | Đấu vật             | 87kg nam                                 | 9 tháng 12  |
| Vàng       | Bùi Tiến Hải                                                                                                 | Đấu vật             | 60kg nam                                 | 9 tháng 12  |
| Vàng       | Trần Ngọc Thúy Vi                                                                                            | Thể dục dụng cụ     | Aerobic cá nhân nữ                       | 9 tháng 12  |
| Vàng       | Phan Gia Thế Hiển Bùi Minh Phương                                                                            | Thể dục dụng cụ     | Aerobic đôi nam nữ                       | 9 tháng 12  |
| Vàng       | Nguyễn Việt Anh Vương Hoài Ân Nguyễn Chế Thanh                                                               | Thể dục dụng cụ     | Aerobic đồng đội nam                     | 9 tháng 12  |
| Vàng       | Nguyễn Thanh Duy                                                                                             | Karate              | Kumite dưới 60kg nam                     | 9 tháng 12  |
| Vàng       | Nguyễn Thị Tâm                                                                                               | Quyền Anh           | 71kg nữ                                  | 9 tháng 12  |
| Vàng       | Nguyễn Thị Xuân                                                                                              | Đấu vật             | 50kg nữ                                  | 9 tháng 12  |
| Vàng       | Phạm Bá Hợi                                                                                                  | Kickboxing          | 54kg nam                                 | 9 tháng 12  |
| Vàng       | Đinh Thị Bích                                                                                                | Điền kinh           | Chạy 800m nữ                             | 9 tháng 12  |
| Vàng       | Nguyễn Thị Hằng Nga                                                                                          | Kickboxing          | 48kg nữ                                  | 9 tháng 12  |
| Vàng       | Trần Thị Ánh Tuyết                                                                                           | Taekwondo           | dưới 53kg nữ                             | 9 tháng 12  |
| Vàng       | Dương Văn Thái                                                                                               | Điền kinh           | Chạy 800m nam                            | 9 tháng 12  |
| Vàng       | Nguyễn Thị Mỹ Hạnh                                                                                           | Đấu vật             | 62kg nữ                                  | 10 tháng 12 |
| Vàng       | Nguyễn Văn Công                                                                                              | Đấu vật             | 57kg nam                                 | 10 tháng 12 |
| Vàng       | Nguyễn Thị Oanh                                                                                              | Điền kinh           | Chạy 5000m nữ                            | 10 tháng 12 |
| Vàng       | Cấn Tất Dự                                                                                                   | Đấu vật             | 70kg nam                                 | 10 tháng 12 |
| Vàng       | Trần Tấn Triều                                                                                               | Bơi lội             | 10km nam                                 | 10 tháng 12 |
| Vàng       | Đoàn Bá Tuấn Anh Nguyễn Anh Tú                                                                               | Bóng bàn            | Đôi nam                                  | 10 tháng 12 |
| Vàng       | Nguyễn Thị Huyền                                                                                             | Điền kinh           | Chạy 400m vượt rào nữ                    | 10 tháng 12 |
| Vàng       | Kiều Thị Ly                                                                                                  | Đấu vật             | 55kg nữ                                  | 10 tháng 12 |
| Vàng       | Nguyễn Hữu Định                                                                                              | Đấu vật             | 61kg nam                                 | 10 tháng 12 |
| Vàng       | Nguyễn Xuân Định                                                                                             | Đấu vật             | 65kg nam                                 | 10 tháng 12 |
| Vàng       | Hà Văn Hiếu                                                                                                  | Đấu vật             | 125kg nam                                | 10 tháng 12 |
| Vàng       | Nguyễn Xuân Phương                                                                                           | Kickboxing          | Dưới 57kg nam                            | 10 tháng 12 |
| Vàng       | Huỳnh Văn Tuấn                                                                                               | Kickboxing          | Dưới 51kg nam                            | 10 tháng 12 |
| Vàng       | Đỗ Quốc Luật                                                                                                 | Điền kinh           | Chạy 3000m vượt chướng ngại vật nam      | 10 tháng 12 |
| Vàng       | Nguyễn Thị Oanh Quách Thị Lan Hoàng Thị Ngọc Nguyễn Thị Hằng                                                 | Điền kinh           | Chạy 4x400m đồng đội nữ                  | 10 tháng 12 |
| Vàng       | Nguyễn Thị Oanh                                                                                              | Điền kinh           | Chạy 3000m vượt chướng ngại vật nữ       | 10 tháng 12 |
| Vàng       | Quách Công Lịch Lương Văn Thao Trần Đình Sơn Trần Nhật Hoàng                                                 | Điền kinh           | Chạy 4x400m đồng đội nam                 | 10 tháng 12 |
| Vàng       | Đội tuyển bóng đá nam U-23 Việt Nam                                                                          | Bóng đá             | Bóng đá nam                              | 10 tháng 12 |
| Vàng       | Đội tuyển bóng ném nam Việt Nam                                                                              | Bóng ném bãi biển   | Bóng ném bãi biển nam                    | 11 tháng 12 |
| Bạc        | Lê Hữu Phước                                                                                                 | Khiêu vũ thể thao   | Breaking dance                           | 1 tháng 12  |
| Bạc        | Nguyễn Đức Hòa Nguyễn Thị Hải Yến                                                                            | Khiêu vũ thể thao   | Viennese waltz                           | 1 tháng 12  |
| Bạc        | Nguyễn Đức Hòa Nguyễn Thị Hải Yến                                                                            | Khiêu vũ thể thao   | Tango                                    | 1 tháng 12  |
| Bạc        | Vũ Hoàng Anh Minh Nguyễn Trường Xuân                                                                         | Khiêu vũ thể thao   | Show waltz                               | 1 tháng 12  |
| Bạc        | Vũ Văn Kiên                                                                                                  | Võ gậy              | Gậy cứng 55kg nam                        | 1 tháng 12  |
| Bạc        | Vũ Hoàng Anh Minh Nguyễn Trường Xuân                                                                         | Khiêu vũ thể thao   | Five dance                               | 1 tháng 12  |
| Bạc        | Phú Thái Việt                                                                                                | Võ gậy              | Trên 65kg nam                            | 1 tháng 12  |
| Bạc        | Cà Thị Thơm                                                                                                  | Đua xe đạp          | Băng đồng nữ                             | 1 tháng 12  |
| Bạc        | Nguyễn Thị Hương                                                                                             | Võ gậy              | Dưới 50kg nữ                             | 1 tháng 12  |
| Bạc        | Nguyễn Đoàn Minh Trường Nguyễn Trọng Nhã Uyên                                                                | Khiêu vũ thể thao   | Samba                                    | 1 tháng 12  |
| Bạc        | Nguyễn Đoàn Minh Trường Nguyễn Trọng Nhã Uyên                                                                | Khiêu vũ thể thao   | Toàn năng đôi nam nữ                     | 1 tháng 12  |
| Bạc        | Đinh Phương Thành                                                                                            | Thể dục dụng cụ     | Toàn năng cá nhân nam                    | 1 tháng 12  |
| Bạc        | Lê Đình Vũ                                                                                                   | Kurash              | Dưới 90kg nam                            | 2 tháng 12  |
| Bạc        | Văn Công Quốc                                                                                                | Võ gậy              | Dưới 55kg nam                            | 2 tháng 12  |
| Bạc        | Nguyễn Đức Trí                                                                                               | Võ gậy              | Dưới 60kg nam                            | 2 tháng 12  |
| Bạc        | Vương Thanh Tùng                                                                                             | Võ gậy              | Trên 65kg nam                            | 2 tháng 12  |
| Bạc        | Thạch Kim Tuấn                                                                                               | Cử tạ               | 61kg nam                                 | 2 tháng 12  |
| Bạc        | Nguyễn Thị Thúy                                                                                              | Cử tạ               | 55kg nữ                                  | 2 tháng 12  |
| Bạc        | Nguyễn Thị Hương                                                                                             | Võ gậy              | Dưới 50kg nữ                             | 2 tháng 12  |
| Bạc        | Nguyễn Thị Cúc                                                                                               | Võ gậy              | Dưới 60kg nữ                             | 2 tháng 12  |
| Bạc        | Nguyễn Ngọc Trường Sơn                                                                                       | Cờ vua              | Cờ nhanh nam                             | 3 tháng 12  |
| Bạc        | Trần Thị Minh Huyền                                                                                          | Wushu               | Thái cực kiếm nữ                         | 3 tháng 12  |
| Bạc        | Ngô Văn Huỳnh                                                                                                | Võ gậy              | Quyền biểu diễn vũ khí tự do nam         | 3 tháng 12  |
| Bạc        | Triệu Thị Hoài                                                                                               | Võ gậy              | Quyền biểu diễn vũ khí tự do nữ          | 3 tháng 12  |
| Bạc        | Đinh Xuân Hoàng                                                                                              | Cử tạ               | 67kg nam                                 | 3 tháng 12  |
| Bạc        | Nguyễn Thị Chinh                                                                                             | Wushu               | Tán thủ 48kg nữ                          | 3 tháng 12  |
| Bạc        | Đỗ Thị Ngọc Hương                                                                                            | Thể dục dụng cụ     | Xà lệch nữ                               | 3 tháng 12  |
| Bạc        | Nguyễn Thị Vân                                                                                               | Cử tạ               | 71kg nữ                                  | 4 tháng 12  |
| Bạc        | Phạm Tuấn Anh                                                                                                | Cử tạ               | 73kg nam                                 | 4 tháng 12  |
| Bạc        | Phạm Thanh Bảo                                                                                               | Bơi lội             | 100m ếch nam                             | 4 tháng 12  |
| Bạc        | Le Nguyen Paul                                                                                               | Bơi lội             | 100m ngửa nam                            | 4 tháng 12  |
| Bạc        | Hoàng Quý Phước Nguyễn Hữu Kim Sơn Ngô Đình Chuyền Nguyễn Huy Hoàng                                          | Bơi lội             | 4x200m tiếp sức tự do đồng đội nam       | 4 tháng 12  |
| Bạc        | Nguyễn Thị Bích Ngọc                                                                                         | Judo                | Dưới 57kg nữ                             | 5 tháng 12  |
| Bạc        | Nguyễn Đình Tuấn                                                                                             | Pencak silat        | Đối kháng B 50-55kg nam                  | 5 tháng 12  |
| Bạc        | Nguyễn Thị Ánh Viên                                                                                          | Bơi lội             | 50m ngửa nữ                              | 5 tháng 12  |
| Bạc        | Nguyễn Tấn Công                                                                                              | Judo                | Dưới 73kg nam                            | 5 tháng 12  |
| Bạc        | Ly Nguyen Savanna                                                                                            | Quần vợt            | Đơn nữ                                   | 6 tháng 12  |
| Bạc        | Cao Nguyen Daniel                                                                                            | Quần vợt            | Đơn nam                                  | 6 tháng 12  |
| Bạc        | Trần Văn Vũ                                                                                                  | Rowing              | 1000m cá nhân nam                        | 6 tháng 12  |
| Bạc        | Nguyễn Thu Phương Đỗ Thị Anh                                                                                 | Đấu kiếm            | Kiếm liễu đồng đội nữ                    | 6 tháng 12  |
| Bạc        | Nguyễn Thị Như Ý                                                                                             | Judo                | Trên 78kg nữ                             | 6 tháng 12  |
| Bạc        | Đinh Thị Hảo Tạ Thanh Huyền                                                                                  | Rowing              | Hạng nặng đôi nữ                         | 7 tháng 12  |
| Bạc        | Hoàng Xuân Vinh                                                                                              | Bắn súng            | 10m súng ngắn hơi                        | 7 tháng 12  |
| Bạc        | Nguyễn Thị Phương                                                                                            | Karate              | Kata cá nhân nữ                          | 7 tháng 12  |
| Bạc        | Đinh Thị Hương                                                                                               | Karate              | Kumite dưới 50kg nữ                      | 7 tháng 12  |
| Bạc        | Lê Thành Trung Trần Tiến Khoa Nguyễn Thiên Phụng                                                             | Taekwondo           | Quyền tiêu chuẩn đồng đội nam            | 7 tháng 12  |
| Bạc        | Phan Vũ Nam Nguyễn Tấn Công Bùi Thiên Hoàng Lê Khắc Nhân Nguyễn Châu Hoàng Lân                               | Judo                | Đồng đội nam                             | 7 tháng 12  |
| Bạc        | Nguyễn Ngọc Minh Hy                                                                                          | Taekwondo           | Quyền tiêu chuẩn sáng tạo cá nhân nam    | 7 tháng 12  |
| Bạc        | Phạm Thanh Bảo                                                                                               | Bơi lội             | 200m ếch nam                             | 7 tháng 12  |
| Bạc        | Lê Quang Liêm                                                                                                | Cờ vua              | Cờ chớp nam                              | 8 tháng 12  |
| Bạc        | Phạm Thị Hồng Lệ                                                                                             | Điền kinh           | Chạy 10000m nữ                           | 8 tháng 12  |
| Bạc        | Lê Thị Hiền Phạm Thị Huệ                                                                                     | Rowing              | Đôi mái chèo đơn nữ                      | 8 tháng 12  |
| Bạc        | Nguyễn Văn Hà Nhữ Đình Nam                                                                                   | Rowing              | Đôi mái chèo đơn nam                     | 8 tháng 12  |
| Bạc        | Phạm Cảnh Phúc                                                                                               | Billiard và snooker | Carom 1 băng nam                         | 8 tháng 12  |
| Bạc        | Lê Tú Chinh                                                                                                  | Điền kinh           | Chạy 200m nữ                             | 8 tháng 12  |
| Bạc        | Bùi Thu Hà Đỗ Thị Tâm Lê Minh Hằng Phùng Khánh Linh                                                          | Đấu kiếm            | Kiếm chém đồng đội nữ                    | 8 tháng 12  |
| Bạc        | Nguyễn Doãn Long                                                                                             | Muay Thái           | Dưới 57kg nam                            | 8 tháng 12  |
| Bạc        | Lò Thị Hoàng                                                                                                 | Điền kinh           | Ném lao nữ                               | 8 tháng 12  |
| Bạc        | Trần Đình Sơn                                                                                                | Điền kinh           | Chạy 400m nam                            | 8 tháng 12  |
| Bạc        | Nguyễn Văn Lai                                                                                               | Điền kinh           | Chạy 5000m nam                           | 9 tháng 12  |
| Bạc        | Võ Xuân Vĩnh                                                                                                 | Điền kinh           | Đi bộ 20km nam                           | 9 tháng 12  |
| Bạc        | Nguyễn Công Thành                                                                                            | Đấu vật             | 63kg nam                                 | 9 tháng 12  |
| Bạc        | Dương Hồng Phúc                                                                                              | Đấu vật             | 72kg nam                                 | 9 tháng 12  |
| Bạc        | Nguyễn Văn Đây Nguyễn Tiến Cường Thạch Phi Hùng                                                              | Bắn cung            | 3 dây đồng đội nam                       | 9 tháng 12  |
| Bạc        | Châu Kiều Oanh Nguyễn Văn Đây                                                                                | Bắn cung            | 3 dây đôi nam nữ                         | 9 tháng 12  |
| Bạc        | Đỗ Thanh Nhân                                                                                                | Karate              | Kumite trên 75kg nam                     | 9 tháng 12  |
| Bạc        | Đào Lê Thu Trang                                                                                             | Jujitsu             | Dưới 45kg nữ                             | 9 tháng 12  |
| Bạc        | Nguyễn Thị Ánh Viên                                                                                          | Bơi lội             | 800m tự do nữ                            | 9 tháng 12  |
| Bạc        | Trần Thị Yến Hoa                                                                                             | Điền kinh           | Chạy 100m vượt rào nữ                    | 9 tháng 12  |
| Bạc        | Khuất Phương Anh                                                                                             | Điền kinh           | Chạy 800m nữ                             | 9 tháng 12  |
| Bạc        | Đỗ Thế Kiên                                                                                                  | Billiard và snooker | Pool 10 bi nam                           | 9 tháng 12  |
| Bạc        | Nguyễn Văn Dương                                                                                             | Quyền Anh           | 56kg nam                                 | 9 tháng 12  |
| Bạc        | Đỗ Nhã Uyên                                                                                                  | Quyền Anh           | 54kg nữ                                  | 9 tháng 12  |
| Bạc        | Nguyễn Mạnh Cường                                                                                            | Quyền Anh           | 75kg nam                                 | 9 tháng 12  |
| Bạc        | Nguyễn Văn Hải                                                                                               | Quyền Anh           | 64kg nam                                 | 9 tháng 12  |
| Bạc        | Trương Đình Hoàng                                                                                            | Quyền Anh           | 81kg nam                                 | 9 tháng 12  |
| Bạc        | Trần Thị Thu Hoài Nguyễn Thị My Dương Thị Xuyên Nguyễn Thị Phương Trinh                                      | Cầu mây             | Regu đồng đội nữ                         | 10 tháng 12 |
| Bạc        | Đội tuyển bóng chuyền nữ Việt Nam                                                                            | Bóng chuyền         | Bóng chuyền nữ                           | 10 tháng 12 |
| Bạc        | Phạm Thị Huệ                                                                                                 | Điền kinh           | Chạy 5000m nữ                            | 10 tháng 12 |
| Bạc        | Nguyễn Huy Hoàng                                                                                             | Bơi lội             | 10km nam                                 | 10 tháng 12 |
| Bạc        | Nguyễn Ngọc Tú                                                                                               | Jujitsu             | Dưới 62kg nữ                             | 10 tháng 12 |
| Bạc        | Quách Thị Lan                                                                                                | Điền kinh           | Chạy 400m vượt rào nữ                    | 10 tháng 12 |
| Bạc        | Đỗ Thế Kiên                                                                                                  | Billiard và snooker | Pool 9 bi nam                            | 10 tháng 12 |
| Bạc        | Bùi Văn Sự                                                                                                   | Điền kinh           | 5 môn phối hợp nam                       | 10 tháng 12 |
| Bạc        | Nguyễn Trung Cương                                                                                           | Điền kinh           | Chạy 3000m vượt chướng ngại vật nam      | 10 tháng 12 |
| Đồng       | Nguyễn Ngọc Đạt                                                                                              | Võ gậy              | Trên 55kg nam                            | 1 tháng 12  |
| Đồng       | Vũ Đức Hùng                                                                                                  | Võ gậy              | 60-65kg nam                              | 1 tháng 12  |
| Đồng       | Nguyễn Trung Kiên Phạm Hồng Anh                                                                              | Khiêu vũ thể thao   | Rumba                                    | 1 tháng 12  |
| Đồng       | Nguyễn Trung Kiên Phạm Hồng Anh                                                                              | Khiêu vũ thể thao   | Chachacha                                | 1 tháng 12  |
| Đồng       | Lê Thanh Tùng                                                                                                | Thể dục dụng cụ     | Toàn năng cá nhân nam                    | 1 tháng 12  |
| Đồng       | Trần Thị Minh Huyền                                                                                          | Wushu               | Thái cực quyền nữ                        | 1 tháng 12  |
| Đồng       | Trần Xuân Hiệp                                                                                               | Wushu               | Trường quyền nam                         | 1 tháng 12  |
| Đồng       | Đồng Thị Thu Hiền                                                                                            | Kurash              | Dưới 57kg nữ                             | 2 tháng 12  |
| Đồng       | Nguyễn Thị Hương                                                                                             | Kurash              | Dưới 63kg nữ                             | 2 tháng 12  |
| Đồng       | Phạm Quốc Khánh                                                                                              | Wushu               | Nam đao - Nam côn nam                    | 2 tháng 12  |
| Đồng       | Ngô Thị Quyên                                                                                                | Cử tạ               | 49kg nữ                                  | 2 tháng 12  |
| Đồng       | Vũ Đức Hùng                                                                                                  | Võ gậy              | Dưới 65kg nam                            | 2 tháng 12  |
| Đồng       | Nguyễn Thị Phương Trinh                                                                                      | Hai môn phối hợp    | Cá nhân nữ                               | 2 tháng 12  |
| Đồng       | Đặng Quý Kiệt Đinh Thanh Tâm Dương Vĩnh Luân Trần Đăng Khoa                                                  | Bóng rổ             | 3x3 nam                                  | 2 tháng 12  |
| Đồng       | Lê Thị Vân Anh                                                                                               | Võ gậy              | Dưới 60kg nữ                             | 2 tháng 12  |
| Đồng       | Đoàn Thị Nhuần                                                                                               | Võ gậy              | Dưới 55kg nữ                             | 2 tháng 12  |
| Đồng       | Nguyễn Anh Khôi                                                                                              | Cờ vua              | Cờ nhanh nam                             | 3 tháng 12  |
| Đồng       | Trần Xuân Hiệp                                                                                               | Wushu               | Đao thuật - Côn thuật - Thương thuật nam | 3 tháng 12  |
| Đồng       | Nguyễn Phương Linh                                                                                           | Võ gậy              | Quyền biểu diễn tiêu chuẩn nữ            | 3 tháng 12  |
| Đồng       | Vũ Minh Đức                                                                                                  | Wushu               | Tán thủ 48kg nam                         | 3 tháng 12  |
| Đồng       | Đinh Văn Hương                                                                                               | Wushu               | Tán thủ 52kg nam                         | 3 tháng 12  |
| Đồng       | Nghiêm Văn Ý                                                                                                 | Wushu               | Tán thủ 56kg nam                         | 3 tháng 12  |
| Đồng       | Đỗ Thị Vân Anh                                                                                               | Thể dục dụng cụ     | Nhảy chống nữ                            | 3 tháng 12  |
| Đồng       | Đinh Phương Thành                                                                                            | Thể dục dụng cụ     | Ngựa tay quay nam                        | 3 tháng 12  |
| Đồng       | Lê Thanh Tùng                                                                                                | Thể dục dụng cụ     | Xà đơn nam                               | 4 tháng 12  |
| Đồng       | Đỗ Thị Vân Anh                                                                                               | Thể dục dụng cụ     | Cầu thăng bằng nữ                        | 4 tháng 12  |
| Đồng       | Huỳnh Hà Hữu Hiếu Trần Thị Lụa                                                                               | Muay Thái           | Waikru mai đôi nữ                        | 4 tháng 12  |
| Đồng       | Nguyễn Như Hoa                                                                                               | Đấu kiếm            | Kiếm ba cạnh cá nhân nữ                  | 4 tháng 12  |
| Đồng       | Nguyễn Tăng Quyền Nguyễn Trần Duy Nhất                                                                       | Muay Thái           | Waikru mai đôi nam                       | 4 tháng 12  |
| Đồng       | Lê Thị Mỹ Thảo                                                                                               | Bơi lội             | 200m bướm nữ                             | 4 tháng 12  |
| Đồng       | Lê Thanh Tùng                                                                                                | Thể dục dụng cụ     | Xà kép nam                               | 4 tháng 12  |
| Đồng       | Trần Đoàn Quỳnh Nam                                                                                          | Thể dục dụng cụ     | Tự do nữ                                 | 4 tháng 12  |
| Đồng       | Trần Lê Phương Nga Nguyễn Thị Bảo Ngọc                                                                       | Judo                | Kata đôi nữ                              | 4 tháng 12  |
| Đồng       | Nguyễn Ngọc Toản                                                                                             | Pencak silat        | Đối kháng D 60-65kg nam                  | 5 tháng 12  |
| Đồng       | Phạm Thị Tươi                                                                                                | Pencak silat        | Đối kháng A 40-45kg nam                  | 5 tháng 12  |
| Đồng       | Lý Mỹ Văn Lý Ngọc Tài Ngô Ron                                                                                | Bi sắt              | Ba người đồng đội nam                    | 5 tháng 12  |
| Đồng       | Nguyễn Hoàng Lân Nguyễn Hữu Danh Phạm Minh Tân Vũ Văn Dũng Đậu Văn Hoàng Đỗ Mạnh Tuấn                        | Cầu mây             | Đồng đội nam                             | 5 tháng 12  |
| Đồng       | Nguyễn Phước Đến                                                                                             | Đấu kiếm            | Kiếm ba cạnh cá nhân nam                 | 5 tháng 12  |
| Đồng       | Nguyễn Thị Thanh Thủy                                                                                        | Judo                | 52kg nữ                                  | 5 tháng 12  |
| Đồng       | Nguyễn Hữu Kim Sơn                                                                                           | Bơi lội             | 1500m tự do nam                          | 5 tháng 12  |
| Đồng       | Phạm Thị Hồng Lệ                                                                                             | Điền kinh           | Chạy marathon nữ                         | 6 tháng 12  |
| Đồng       | Phan Thị Thanh Bình Trần Thụy Thanh Trúc                                                                     | Quần vợt            | Đôi nữ                                   | 6 tháng 12  |
| Đồng       | Ngô Phương Mai                                                                                               | Nhảy cầu            | Thăng bằng nữ                            | 6 tháng 12  |
| Đồng       | Nguyễn Thị Thúy Kiều Thạch Thị Lan Anh                                                                       | Bi sắt              | Đôi nữ                                   | 6 tháng 12  |
| Đồng       | Bùi Thanh Phạm Trần Thành                                                                                    | Canoeing            | 1000m đôi nam                            | 6 tháng 12  |
| Đồng       | Lê Quốc Khánh Lý Hoàng Nam                                                                                   | Quần vợt            | Đôi nam                                  | 6 tháng 12  |
| Đồng       | Cao Nguyen Daniel Nguyễn Văn Phương                                                                          | Quần vợt            | Đôi nam                                  | 6 tháng 12  |
| Đồng       | Võ Thị Phương Quỳnh                                                                                          | Judo                | Dưới 78kg nữ                             | 6 tháng 12  |
| Đồng       | Nguyễn Châu Hoàng Lân                                                                                        | Judo                | Trên 100kg nam                           | 6 tháng 12  |
| Đồng       | Dương Thị Quỳnh Như                                                                                          | Sambo               | Dưới 80kg nữ                             | 6 tháng 12  |
| Đồng       | Le Nguyen Paul                                                                                               | Bơi lội             | 100m bướm nam                            | 6 tháng 12  |
| Đồng       | Hoàng Quý Phước Trần Hưng Nguyên Ngô Đình Chuyền Nguyễn Huy Hoàng                                            | Bơi lội             | 4x100m tiếp sức tự do đồng đội nam       | 6 tháng 12  |
| Đồng       | Dương Anh Đức                                                                                                | Canoeing            | 200m cá nhân nam                         | 7 tháng 12  |
| Đồng       | Lê Mậu Trường Phan Mạnh Linh                                                                                 | Rowing              | Đôi mái chèo đơn nam                     | 7 tháng 12  |
| Đồng       | Nguyễn Quốc Toản Phan Ngọc Sang                                                                              | Canoeing            | 200m đôi nam                             | 7 tháng 12  |
| Đồng       | Trần Quốc Cường                                                                                              | Bắn súng            | 10m súng ngắn hơi nam                    | 7 tháng 12  |
| Đồng       | Lê Trần Kim Uyên                                                                                             | Taekwondo           | Quyền tiêu chuẩn cá nhân nữ              | 7 tháng 12  |
| Đồng       | Nguyễn Văn Hải                                                                                               | Karate              | Kumite dưới 55kg nam                     | 7 tháng 12  |
| Đồng       | Lê Trần Kim Uyên Ngô Thị Thùy Dung Nguyễn Thị Kim Hà                                                         | Taekwondo           | Quyền tiêu chuẩn đồng đội nữ             | 7 tháng 12  |
| Đồng       | Nguyễn Thị Như Hoa Trần Thùy Trinh Nguyễn Thị Trang Vũ Thị Hồng                                              | Đấu kiếm            | Kiếm 3 cạnh đồng đội nữ                  | 7 tháng 12  |
| Đồng       | Hoàng Quý Phước                                                                                              | Bơi lội             | 400m tự do nam                           | 7 tháng 12  |
| Đồng       | Le Nguyen Paul                                                                                               | Bơi lội             | 50m ngửa nam                             | 7 tháng 12  |
| Đồng       | Nguyễn Văn Lai                                                                                               | Điền kinh           | Chạy 10000m nam                          | 7 tháng 12  |
| Đồng       | Hoàng Thị Bảo Trâm                                                                                           | Cờ vua              | Cờ chớp nữ                               | 8 tháng 12  |
| Đồng       | Lê Tuấn Minh                                                                                                 | Cờ vua              | Cờ chớp nam                              | 8 tháng 12  |
| Đồng       | Đỗ Thị Anh                                                                                                   | Đấu kiếm            | Kiếm liễu cá nhân nữ                     | 8 tháng 12  |
| Đồng       | Lê Hoàng Đức                                                                                                 | Muay Thái           | 75kg nam                                 | 8 tháng 12  |
| Đồng       | Khuất Phương Anh                                                                                             | Điền kinh           | Chạy 1500m nữ                            | 8 tháng 12  |
| Đồng       | Vũ Thị Mộng Mơ                                                                                               | Điền kinh           | Nhảy xa nữ                               | 8 tháng 12  |
| Đồng       | Vũ Thị Mến                                                                                                   | Điền kinh           | Nhảy ba bước nữ                          | 8 tháng 12  |
| Đồng       | Nguyễn Hữu Kim Sơn                                                                                           | Bơi lội             | 400m hỗn hợp nam                         | 8 tháng 12  |
| Đồng       | Hoàng Quý Phước                                                                                              | Bơi lội             | 100m tự do nam                           | 8 tháng 12  |
| Đồng       | Quách Thị Lan                                                                                                | Điền kinh           | Chạy 400m nữ                             | 8 tháng 12  |
| Đồng       | Nguyễn Văn Duy                                                                                               | Taekwondo           | Dưới 68kg nam                            | 8 tháng 12  |
| Đồng       | Lý Hồng Phúc                                                                                                 | Taekwondo           | Dưới 74kg nam                            | 8 tháng 12  |
| Đồng       | Lâm Thị Hà Thanh                                                                                             | Taekwondo           | Trên 73kg nữ                             | 8 tháng 12  |
| Đồng       | Châu Kiều Oanh Lê Phương Thảo Nguyễn Tường Vi                                                                | Bắn cung            | 3 dây đồng đội nữ                        | 9 tháng 12  |
| Đồng       | Trang Cẩm Lành                                                                                               | Karate              | Kumite dưới 55kg nữ                      | 9 tháng 12  |
| Đồng       | Hồ Thị Thu Hiền                                                                                              | Karate              | Kumite dưới 61kg nữ                      | 9 tháng 12  |
| Đồng       | Đặng Hồng Sơn                                                                                                | Karate              | Kumite dưới 67kg nam                     | 9 tháng 12  |
| Đồng       | Trần Lê Anh Tuấn                                                                                             | Billiard và snooker | English cá nhân nam                      | 9 tháng 12  |
| Đồng       | Giang Việt Anh Phạm Trường An Sài Công Nguyên                                                                | Karate              | Kata đồng đội nam                        | 9 tháng 12  |
| Đồng       | Bùi Thị Thảo                                                                                                 | Karate              | Kumite trên 61kg nữ                      | 9 tháng 12  |
| Đồng       | Dương Thị Thanh Minh                                                                                         | Jujitsu             | Dưới 49kg nữ                             | 9 tháng 12  |
| Đồng       | Cấn Văn Thắng                                                                                                | Jujitsu             | Dưới 62kg nam                            | 9 tháng 12  |
| Đồng       | Thi Diễm Kiều                                                                                                | Quyền Anh           | 48kg nữ                                  | 9 tháng 12  |
| Đồng       | Nguyễn Hoài Văn                                                                                              | Điền kinh           | Ném lao nam                              | 9 tháng 12  |
| Đồng       | Trần Hưng Nguyên Phạm Thanh Bảo Hoàng Quý Phước Ngô Đình Chuyền                                              | Bơi lội             | 4x100 tiếp sức hỗn hợp đồng đội nam      | 9 tháng 12  |
| Đồng       | Vũ Thành Đạt                                                                                                 | Quyền Anh           | 60kg nam                                 | 9 tháng 12  |
| Đồng       | Hoàng Đức Anh                                                                                                | Taekwondo           | Dưới 54kg nam                            | 9 tháng 12  |
| Đồng       | Phạm Đăng Quang                                                                                              | Taekwondo           | Dưới 63kg nam                            | 9 tháng 12  |
| Đồng       | Trần Thị Yến Hòa Lê Thị Mộng Tuyền Hà Thị Thu Lê Tú Chinh                                                    | Điền kinh           | Chạy 4x100m đồng đội nữ                  | 9 tháng 12  |
| Đồng       | Mocha ZD Esports: Vương Trung Khiên Nguyễn Phương Nguyên Nguyễn Vũ Hoàng Dũng Huỳnh Trọng Tuấn Đỗ Thành Hưng | Thể thao điện tử    | Liên Quân Mobile hỗn hợp                 | 9 tháng 12  |
| Đồng       | Phạm Thị Diễm                                                                                                | Điền kinh           | Nhảy cao nữ                              | 9 tháng 12  |
| Đồng       | Nguyễn Tiến Phát Nguyễn Thành Đạt Nguyễn Quang Duy Nguyễn Hoàng Lâm Nguyễn Châu Lôi                          | Thể thao điện tử    | Dota 2 hỗn hợp                           | 9 tháng 12  |
| Đồng       | Đỗ Mạnh Tuấn Đậu Văn Hoàng Nguyễn Hoàng Lân Nguyễn Hữu Danh                                                  | Cầu mây             | Regu đồng đội nam                        | 10 tháng 12 |
| Đồng       | Trần Hồng Phúc                                                                                               | Thể thao điện tử    | Starcraft II hỗn hợp                     | 10 tháng 12 |
| Đồng       | Đào Hồng Sơn                                                                                                 | Jujitsu             | Dưới 56kg nam                            | 10 tháng 12 |
| Đồng       | Hoàng Mạnh Tùng                                                                                              | Jujitsu             | Dưới 85kg nam                            | 10 tháng 12 |
| Đồng       | Lưu Minh Thiên                                                                                               | Jujitsu             | Dưới 120kg nam                           | 10 tháng 12 |
| Đồng       | Lê Duy Thành                                                                                                 | Jujitsu             | Dưới 94kg nam                            | 10 tháng 12 |
| Đồng       | Lại Thị Ngà                                                                                                  | Kickboxing          | Dưới 55kg nữ                             | 10 tháng 12 |
| Đồng       | Quách Công Lịch                                                                                              | Điền kinh           | Chạy 400m vượt rào nam                   | 10 tháng 12 |
| Đồng       | Nguyễn Thế Hưởng                                                                                             | Kickboxing          | Dưới 63,5kg nam                          | 10 tháng 12 |
| Đồng       | Đội tuyển bóng rổ Việt Nam                                                                                   | Bóng rổ             | 5x5 nam                                  | 10 tháng 12 |

### Danh sách huy chương vàng tổng hợp
| Tên                                           | Môn thể thao        | Vàng | Bạc | Đồng | Tổng số |
| Nguyễn Thị Ánh Viên                           | Bơi lội             | 6    | 2   | 0    | 8       |
| Hoàng Quý Phước                               | Bơi lội             | 0    | 1   | 4    | 5       |
| Trần Đình Sơn                                 | Điền kinh           | 3    | 1   | 0    | 4       |
| Nguyễn Huy Hoàng                              | Bơi lội             | 2    | 2   | 0    | 4       |
| Quách Thị Lan                                 | Điền kinh           | 2    | 1   | 1    | 4       |
| Đinh Phương Thành                             | Thể dục dụng cụ     | 2    | 1   | 1    | 4       |
| Trần Hưng Nguyên                              | Bơi lội             | 2    | 0   | 2    | 4       |
| Lê Tú Chinh                                   | Điền kinh           | 1    | 1   | 2    | 4       |
| Lê Nguyễn Paul                                | Bơi lội             | 0    | 1   | 3    | 4       |
| Lộc Thị Đào                                   | Bắn cung            | 3    | 0   | 0    | 3       |
| Trần Nhật Hoàng                               | Điền kinh           | 3    | 0   | 0    | 3       |
| Nguyễn Thị Oanh                               | Điền kinh           | 3    | 0   | 0    | 3       |
| Nguyễn Đoàn Minh Trường Nguyễn Trọng Nhã Uyên | Khiêu vũ thể thao   | 1    | 2   | 0    | 3       |
| Nguyễn Đức Hòa Nguyễn Thị Hải Yến             | Khiêu vũ thể thao   | 1    | 2   | 0    | 3       |
| Phạm Thanh Bảo                                | Bơi lội             | 0    | 2   | 1    | 3       |
| Nguyễn Trung Kiên Phạm Hồng Anh               | Khiêu vũ thể thao   | 0    | 0   | 3    | 3       |
| Lê Thanh Tùng                                 | Thể dục dụng cụ     | 0    | 0   | 3    | 3       |
| Dương Văn Thái                                | Điền kinh           | 2    | 0   | 0    | 2       |
| Nguyễn Thị Huyền                              | Điền kinh           | 2    | 0   | 0    | 2       |
| Trương Thị Phương                             | Canoeing            | 2    | 0   | 0    | 2       |
| Phạm Thị Huệ                                  | Điền kinh           | 1    | 1   | 0    | 2       |
| Nguyễn Thị Phương                             | Karate              | 1    | 1   | 0    | 2       |
| Nguyễn Ngọc Minh Hy                           | Taekwondo           | 1    | 1   | 0    | 2       |
| Quách Công Lịch                               | Điền kinh           | 1    | 0   | 1    | 2       |
| Lý Hoàng Nam                                  | Quần vợt            | 1    | 0   | 1    | 2       |
| Phạm Quốc Khánh                               | Wushu               | 1    | 0   | 1    | 2       |
| Nguyễn Văn Đầy                                | Bắn cung            | 0    | 2   | 0    | 2       |
| Nguyễn Thị Hương                              | Võ gậy              | 0    | 2   | 0    | 2       |
| Đỗ Thế Kiên                                   | Billiard và snooker | 0    | 2   | 0    | 2       |
| Nguyễn Tiến Nhật                              | Đấu kiếm            | 0    | 2   | 0    | 2       |
| Vũ Thành An                                   | Đấu kiếm            | 0    | 2   | 0    | 2       |
| Nguyễn Tấn Công                               | Judo                | 0    | 2   | 0    | 2       |
| Châu Kiều Oanh                                | Bắn cung            | 0    | 1   | 1    | 2       |
| Nguyễn Văn Lai                                | Điền kinh           | 0    | 1   | 1    | 2       |
| Khuất Phương Anh                              | Điền kinh           | 0    | 1   | 1    | 2       |
| Phạm Thị Hồng Lệ                              | Điền kinh           | 0    | 1   | 1    | 2       |
| Trần Thị Yến Hoa                              | Điền kinh           | 0    | 1   | 1    | 2       |
| Đỗ Thị Anh                                    | Đấu kiếm            | 0    | 1   | 1    | 2       |
| Cao Nguyễn Daniel                             | Quần vợt            | 1    | 0   | 1    | 2       |
| Nguyễn Hữu Kim Sơn                            | Bơi lội             | 0    | 0   | 2    | 2       |
| Nguyễn Châu Hoàng Lân                         | Judo                | 0    | 1   | 1    | 2       |
| Trần Thị Minh Huyền                           | Wushu               | 0    | 1   | 1    | 2       |
| Vũ Đức Hùng                                   | Võ gậy              | 0    | 0   | 2    | 2       |
| Đặng Quý Kiệt                                 | Bóng rổ             | 0    | 0   | 2    | 2       |
| Đinh Thanh Tâm                                | Bóng rổ             | 0    | 0   | 2    | 2       |
| Dương Vĩnh Luân                               | Bóng rổ             | 0    | 0   | 2    | 2       |
| Trần Đăng Khoa                                | Bóng rổ             | 0    | 0   | 2    | 2       |
| Nguyễn Thị Như Hoa                            | Đấu kiếm            | 0    | 0   | 2    | 2       |
| Đỗ Thị Vân Anh                                | Thể dục dụng cụ     | 0    | 0   | 2    | 2       |
| Đầu Văn Hoàng                                 | Cầu mây             | 0    | 0   | 2    | 2       |
| Đỗ Mạnh Tuấn                                  | Cầu mây             | 0    | 0   | 2    | 2       |
| Nguyễn Hoàng Lân                              | Cầu mây             | 0    | 0   | 2    | 2       |
| Nguyễn Hữu Danh                               | Cầu mây             | 0    | 0   | 2    | 2       |
| Lê Trần Kim Uyên                              | Taekwondo           | 1    | 1   | 0    | 2       |
| Trần Xuân Hiệp                                | Wushu               | 0    | 0   | 2    | 2       |